# Milan Natek
Milan Natek, slovenski geograf, * 18. julij 1933, Podvrh, † december 2024.
Rodil se je v Podvrhu pri Braslovčah, kjer je preživel otroška leta. Prvo znanje je dobil na gomilski osnovni šoli, nato se je vpisal na nižjo gimnazijo v Žalcu, pozneje pa še na višjo gimnazijo v Celju, ki jo je končal 1954. Svoje šolanje je nadaljeval na tedanji naravoslovni fakulteti v Ljubljani, kjer je diplomiral iz geografije leta 1960. Med študijem na univerzi je prejel tudi dve Prešernovi nagradi za študente leta 1958 in 1960, in sicer za deli Gomilsko, hmeljarska vas v Savinjski dolini in Dobrovlje. 
Med letoma 1961 in 1966 je bil asistent na Oddelku za geografijo na Filozofski fakulteti v Ljubljani pri prof. dr. Antonu Meliku. Delo asistenta in pedagoga je rad opravljal, vendar se je vse bolj navduševal nad raziskovalnim delom. Leta 1966 se je zaposlil na Geografskem inštitutu Antona Melika Znanstvenoraziskovalnega centra SAZU, kjer je ostal vse do upokojitve leta 1999, od leta 1975 kot strokovni svetnik, od 1994 pa kot strokovni sodelavec s specializacijo.
Njegova raziskovalna dejavnost je usmerjena predvsem v družbeno-ekonomsko geografijo. Raziskoval je geografske probleme podeželja in hribovskih območij, prebivalstva, poplavnih območjih, podeželskih naselij, vremenskih ujm ter regionalno-geografskih sestavin manjšin, pokrajinsko zaokroženih predelov. V svojem več kot štiridesetletnem delovanju na raziskovalnem in publicističnem področju je izdal 230 knjižnih poročil, 108 razprav in drugih strokovnih objav, 44 krajših strokovnih prispevkov, 43 enciklopedijskih gesel ter 37 drugih poročil. Zato ga lahko štejemo za enega izmed najplodovitejših slovenskih geografskih piscev. Leta 2001 je za svoje življenjsko delo prejel Melikovo priznanje Zveze Geografov Slovenije.

## Dela
- M. Natek: Podkoren, prispevek h geografiji Zgornje Savske doline, Geografski zbornik 8, 1963, str. 281–394;
- M. Natek: Delovna sila iz drugih republik Jugoslavije v Sloveniji in posebej v Ljubljani, Geografski zbornik 11, 1969, str. 405–503;
- M. Natek: Poplavna območja v Savinjski dolini : (z 28 slikami in 1 diagramom med besedilom ter 1 diagramom in 3 kartami v prilogi), 1979
- M. Natek: Poplavna področja v poprečju Hudinje, Geografski zbornik 22, 1982, str. 39–138;
- M. Natek: Hribovske kmetije v vzhodnem delu Dobroveljske planote, Geografski zbornik 23, 1983, str. 201–271;
- M. Natek: Zemljiško-posestna, socialna in zgradbena sestava Vitanja v 19. stoletju, Celjski zbornik 1989, str. 21–44;
- M. Natek: Liboje skozi čas, 2013.

## Nagrade
- Melikovo priznanje (2001)